# Tempo Beer Industries
Tempo Beer Industries (Hebreeuws: טמפו משקאות בע"מ) is een Israëlische brouwerij te Netanja.

## Geschiedenis
Tempo werd opgericht in 1953 door Moshe Bornstein, een overlevende van de Holocaust, die in 1951 naar Israël immigreerde. Hij bracht oorspronkelijk enkel frisdrank op de markt. 
In 1985 werd de National Brewery opgekocht. Deze brouwerij die in 1952 gestart werd, was in 1973 gefuseerd met de Galilee Brewery en de Palestine Brewery, de oudste brouwerij van het land (opgericht in 1934). De productie werd van dan af overgebracht naar Netanja, waar de brouwerij nu nog gevestigd is. Tempo is de grootste brouwerij van Israël en produceert, importeert en verdeelt ook frisdranken en mineraalwater. Sinds 2004 is Heineken voor 40% aandeelhouder van Tempo Beverages LTD.
In september 2004 werd Tempo voor 39% aandeelhouder van Barkan Wine Cellars, de tweede grootste wijnproducent van Israël.

## Bieren
- Goldstar
- Maccabee
- Abir
- Nesher Malt, alcoholisch en niet-alcoholisch

Sinds 1992 is Tempo Beer Industries invoerder van Heineken en vanaf 2005 de enige verdeler in Israël van Samuel Adams Lager. Tempo is ook verdeler van Paulaner, Murphy's Irish Stout, Staropramen, Newcastle Brown Ale en Eagle Beer.